# Braco de Saint Germain

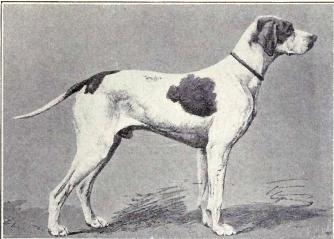
Pointer de Saint-Germain hacia 1915

El Braco de Saint Germain (Braque Saint-Germain, FCI No. 115) es una raza de perro de caza versátil de origen francés. La raza se creó hacia 1830 mediante el cruce de perros ingleses y franceses de tipo pointer.